# Пелекайс, Карлис
Карлис Пелекайс (латыш. Kārlis Pelēkais, буквально Карлис Серый, настоящая фамилия Упмалис, латыш. Upmalis; 8 ноября 1896, Неретская волость — 23 января 1938, Москва) — латышский поэт и переводчик.

## Биография
Родился в крестьянской семье, работал батраком, окончил пять классов средней школы. В 1912 году дебютировал в социал-демократической печати как автор сатирических стихотворений (под псевдонимом Упмалиетис, латыш. Upmalietis), в том же году вступил в Социал-демократию Латышского края. В 1915 г. был мобилизован в российскую армию.
С 1919 г. член ВКП(б), участник Гражданской войны. В 1921—1922 гг. жил во Пскове в составе коммуны латышских пролетарских писателей, работавших в выпускавшем книги на латышском языке издательстве «Спартак». В 1922—1924 гг. в Москве, работал в газете «Krievijas Cīņa» (с латыш. — «Российская борьба»), в 1924—1929 гг. в Новосибирске в газете «Sibīrijas Cīņa» (с латыш. — «Сибирская борьба»), в 1926—1928 гг. её ответственный секретарь, одновременно с 1927 года главный редактор приложения «Jaunais Arājs» (с латыш. — «Юный пахарь»). С 1929 г. жил в Москве, работал в журнале «Celtne» (с латыш. — «Стройка») и издательстве «Prometejs». С 1923 г. был членом Ассоциации пролетарских писателей, делегат Первого съезда советских писателей (1934).
В 1937 году арестован, содержался в Бутырской тюрьме. Расстрелян.

## Творчество
Согласно «Литературной энциклопедии» (1934), «среди пролетарских реалистов в латышской советской литературе Пелэкайс занимает одно из первых мест».
Опубликовал книги стихов «В лужах грязи отблеск звезд» (латыш. Dubļu peļķēs atmirdzoties zvaigznēm; 1922) — преимущественно о гражданской войне, «Поэзия жизни» (латыш. Dzīves dzeja; 1928) и «Люди будней» (латыш. Darbdienas ļaudis; 1931). Все книги Пелекайса построены на автобиографических мотивах и личных наблюдениях: по словам самого поэта, он принадлежал к «так называемым биографическим поэтам, которые больше всего и лучше всего пишут о том, что сами испытали и пережили» (латыш. Esmu laikam tā saucamais biogrāfijas dzejnieks, kas visvairāk un vislabāk raksta par to, ko pats piedzīvojis un pārdzīvojis). «Литературная энциклопедия» писала:
Переделка рабочим классом мира в борьбе и преобразование в этой борьбе самих борцов — лейтмотив поэзии Пелекайса. Изображая преимущественно социалистическое переустройство деревни, поэт всегда подчёркивает зависимость этого процесса от побед индустрии, от руководства партии и рабочего класса. <…> Стремлению показать героику будней революции соответствуют и художественные приёмы поэта, характер его лексики и синтаксиса. Пелекайс избегает пышных фраз и ложной патетики.
С русского языка на латышский Пелекайс перевёл роман А. А. Фадеева «Разгром», стихи А. С. Пушкина и «Смерть поэта» М. Ю. Лермонтова, «Песню о Каховке» М. А. Светлова, сатиры Демьяна Бедного, пионерскую песню «Взвейтесь кострами, синие ночи». С немецкого языка переводил стихотворения И. В. Гёте и Г. Гейне.